# 푸블리우스 코르넬리우스 스키피오
푸블리우스 코르넬리우스 스키피오(Publius Cornelius Scipio, 기원전 211년 사망)는 로마 공화정의 군인이자 정치가였다. 기원전 218년에 집정관을 지냈다.
제2차 포에니 전쟁이 발발한 첫 해에 동료 집정관 티베리우스 셈프로니우스와 함께 집정관에 선출되었다. 카르타고의 한니발이 사군툼을 침공하자 군대를 이끌고 마르세유로 저지하러 갔으나 한니발이 알프스를 넘어 이탈리아 본토를 침공하자 다시 돌아와 그와 맞섰다.
기원전 219년 11월 티치노 전투에서 한니발에 패하고 중상을 입고 후퇴했으며 12월에는 트레비아강 전투에서 동료 집정관인 셈프로니우스가 참패하는 것을 지켜볼 수밖에 없었다. 당시 그는 전투를 말렸으나 셈프로니우스는 이를 무시하고 한니발과 교전하였다가 참패하였다.
군사적 실패에도 불구하고 그는 로마 시민의 신뢰를 잃지 않았고 나중에 그의 형제 그나이우스 코르넬리우스 스키피오 칼부스와 함께 히스파니아로 원정을 떠났고 성공적으로 카르타고군을 저지하고 이베리아반도에서 로마의 교두보를 확보하는 데 성공했다.
그러나 기원전 211년 이베리아의 베이티스 강에서 전투 중 사망했고 같은해 함께 히스파니아에서 싸우던 형 그나이우스도 죽었다. 자세한 전투내용은 알려지지 않았으나 한니발의 동생인 하스드루발 바르카의 공작에 휘말려 죽은 것으로 보인다.